# Чёрно-синий большеклюв
Чёрно-синий большеклюв, или чёрно-синий овсянковый кардинал (лат. Cyanoloxia cyanoides), — вид птиц из семейства кардиналовых (Cardinalidae). Выделяют три подвида. Распространены в Мексике, Центральной и Южной Америке.

## Описание
Чёрно-синий большеклюв достигает длины 16—18,5 см и массы от 29,5 до 32,7 г. Тело массивное. Клюв мощный, высокий, конусообразной формы. Выражен половой диморфизм. Окраска оперения у взрослых самцов преимущественно однородного тёмно-синего цвета с чёрными участками. Уздечка и область вокруг нижнего края глаза чёрные. Лоб и нечёткая надбровная дуга серовато-голубые. Кроющие перья крыльев, маховые перья и рулевые перья чёрные, с тёмно-синей окантовкой. Малые кроющие перья крыльев серовато-голубые. Нижняя часть тела тёмно-синяя; брюхо, подхвостье и кроющие перья хвоста черноватые. Испод крыльев чёрный. У самок верхняя часть тела красновато-коричневая. Маховые и рулевые перья черновато-коричневые, с красновато-коричневой каймой. Нижняя часть тела рыжевато-коричневая, наиболее тёмная на груди и боках. Испод крыльев рыжевато-коричневый. Радужная оболочка тёмно-коричневая или чёрная у самцов и красновато-коричневая у самок. Клюв и ноги чёрные. Неполовозрелые особи похожи на взрослых самок, нижняя часть тела с тёмными прожилками, горло более бледное с оттенком корицы.

## Вокализация
Песня чёрно-синего большеклюва представляет собой шесть последовательных низких, чистых свистов, обычно заканчивающихся резкой трелью или как насыщенная, невнятная, нисходящая трель, часто переходящая в мягкое, скрипучее окончание. Поют представители обоих полов. Позывка описывается как резкий, гнусавый или скрипучий звук «plik» или «chik», а также как «pli-dik» или «ch-dik».

## Места обитания и питание
Чёрно-синий большеклюв обитает в подлеске влажных лесов, на опушках и в высоких зарослях вторичных лесов. Тесно связан с густой растительностью и чаще встречается в местах падения деревьев во влажных лесах. Чёрно-синий большеклюв всеяден. В состав рациона входят семена, фрукты и насекомые.

## Размножение
Сезон размножения варьируется в разных регионах: в Коста-Рике длится с марта по сентябрь с пиком в июле и августе; в Панаме наблюдается в июне и июле, на севере Колумбии — в июле, а на востоке Колумбии — в феврале и мае. В строительстве гнезда принимают участи обе родительские птицы. Гнездо размещается на высоте 0,4—2,4 м над землей в подлеске на молодом деревце или низкой колючей пальме, в кустарниковых зарослях или даже на кукурузных полях. Чашеобразное гнездо сооружается из сухих стеблей травы, полосок травянистых лиан, корешков и аналогичного растительного материала, иногда также из сухих веточек. В кладке обычно два яйца размером 22,6-25,4 х 15,1-17,5 мм. Яйца белые или с голубоватым оттенком, с пятнами и крапинками коричного, каштанового или красновато-коричневого и сиреневого цветов. Насиживает только самка; однако самец иногда приносит ей пищу. Инкубационный период составляет 13—14 дней. Птенцов кормят и самец, и самка. Птенцы оперяются через 11—12 дней. В году может быть два выводка.

## Подвиды
Выделяют три подвида:
- Cyanoloxia cyanoides concreta Du Bus de Gisignies, 1855 — юго-восток Мексики, Белиз, Гватемала и Гондурас
- Cyanoloxia cyanoides caerulescens (Todd, 1923) — от Никарагуа до запада Панамы
- Cyanoloxia cyanoides cyanoides (Lafresnaye, 1847) — центр Панамы, север Колумбии и от северо-запада Венесуэлы до северо-запада Перу